# 什肯迪亞足球俱樂部
什肯迪亞足球俱樂部，是北馬其頓的一家足球俱樂部。主場位於泰托沃。球隊參加馬其頓足球甲級聯賽的賽事。
什肯迪亞是一家由北马其顿籍阿尔巴尼亚人经营的足球俱樂部，因此该球队在阿尔巴尼亚共和国也很受欢迎。

## 外部連結
- Official Website （页面存档备份，存于） （阿爾巴尼亞文）
- Fan Website （阿爾巴尼亞文）
- 什肯迪亞足球俱樂部的Facebook專頁
- Club info at MacedonianFootball （页面存档备份，存于） （英文）
- Supporters Website （页面存档备份，存于） （阿爾巴尼亞文）
- Football Federation of Macedonia （页面存档备份，存于） （馬其頓文）